# This Will Be the Death of Us
This Will Be The Death Of Us es el segundo álbum de estudio del grupo punk norteamericano Set Your Goals, lanzado el 21 de julio de 2009 bajo el sello de la disquera Epitaph Records.
El álbum fue producido por Mike Green, productor que colaboró en trabajos junto a bandas tales como Paramore y The Matches, e hizo su debut con Epitaph Records después de que el mánager de la banda firmara un contrato con dicha disquera y pagaran 150,000 dólares aproximadamente a su sello anterior, Eulogy Records, para cancelar su contrato.
El álbum incluye colaboraciones de invitados tales como Vinnie Caruana, cantante de los grupos I am the Avalanche y The Movielife en la canción This Will Be The Death Of Us, Hayley Williams, vocalista de Paramore en la canción The Few That Remain, y el excantante del grupo Turmoil, Jon Gula, en la canción Gaia Bleeds (Make Way For Man). 
El álbum se caracteriza por un estilo skate punk propio de los años '90, que se observa en la canción "Our Ethos: A Legacy to Pass On", con la colaboración del cantante del grupo New Found Glory, Chad Gilbert, y Jordan Pundik, también de dicha banda, colaboró con su voz para la canción "The Lost Boys" para la edición japonesa del álbum. 

## Lista de canciones
Todas las canciones fueron escritas por Jordan Brown y las canciones fueron compuestas por Set Your Goals.
| N.º | Título                                                  | Duración |  |
| 1.  | «This Will Be the Death of Us (con Vinnie Caruana)»     | 3:09     |  |
| 2.  | «With Hoffman Lenses We Will See the Truth (Interlude)» | 0:43     |  |
| 3.  | «Look Closer»                                           | 3:50     |  |
| 4.  | «Summer Jam»                                            | 3:05     |  |
| 5.  | «Like You to Me»                                        | 4:26     |  |
| 6.  | «The Fallen...»                                         | 3:24     |  |
| 7.  | «The Few That Remain (con Hayley Williams)»             | 3:21     |  |
| 8.  | «Equals»                                                | 3:23     |  |
| 9.  | «Gaia Bleeds (Make Way for Man) (con Jon Gula)»         | 2:42     |  |
| 10. | «Flawed Methods of Persecution & Punishment»            | 4:09     |  |
| 11. | «Arrival Notes (Interlude)»                             | 1:08     |  |
| 12. | «Our Ethos: A Legacy to Pass On (con Chad Gilbert)»     | 4:36     |  |

### Pistas adicionales
Toda la música compuesta por Set Your Goals. 
| Edición japonesa |                                                             |          |  |
| N.º              | Título                                                      | Duración |  |
| 13.              | «The Lost Boys (con Jordan Pundik)» (sólo edición japonesa) | 2:10     |  |

## Personal
El siguiente personal colaboró en la realización de This Will Be the Death of Us:
| - Matt Wilson - vocales - Jordan Brown - vocales, guitarra - Audelio Flores Jr. - guitarra - Daniel Codaire - guitarra rítmica - Joe Saucedo - bajo - Michael Ambrose - batería - Hayley Williams - voz en "The Few That Remain" - Chad Gilbert - voz en "Our Ethos: A Legacy to Pass On" - Vinnie Caruana - voz en "This Will Be the Death of Us" - Jordan Pundik - guest vocals on "The Lost Boys" - Jon Gula - voz en "Gaia Bleeds (Make Way for Man)" | - Mike Green - productor, Ingeniero de sonido - David Bendeth - Mezcla (audio) - Ted Jensen - Mezcla (audio) - Cyrus Bolooki - Ingeniero asistente - Hugh Pool - Ingeniero asistente - Andy Nelson - Ingeniero asistente - Roger Nichols - Ingeniero asistente - John Gardner - Ingeniero asistente - Drew Millward - Diseño - Matt Grayson - Fotografía - Robert Dobi - Ilustración |